# عشق دروغ خونین (فیلم ۱۹۹۹)
عشق دروغ خونین (به انگلیسی: Love Lies Bleeding) فیلمی محصول سال ۱۹۹۹ و به کارگردانی ویلیام تانن است. در این فیلم بازیگرانی همچون پال ریس، امیلی ریموند، فی داناوی، مالکوم مک‌داول، وین راجرز، آلیتسه بندووا، دیوید نیکل و نیک استوارت ایفای نقش کرده‌اند.